# Operão
Óperon (português brasileiro) ou operão (português europeu) é um conjunto de genes nos procariontes e em alguns eucariontes que se encontram funcionalmente relacionados, contíguos e controlados coordenadamente, sendo todos expressos em apenas um RNA mensageiro. Ou seja, é constituído pelo promotor, o operador e os genes estruturais. 
A palavra e o conceito por trás dela são de autoria de Jacques Monod (1910-1976), Nobel de Medicina em 1965. Monod contestou a teoria de seu compatriota Henri Bergson (1859-1941), pensador cristão autor do conceito de elã vital como sendo uma “[...] força que cria, de modo imprevisível, formas sempre mais complexas”, pulsão criadora de onde surgem realidades vivas.
Na última frase de seu premiado “O acaso e a necessidade”, Monod diz : “Rompeu-se a antiga aliança ; o ser humano sabe, finalmente, que está sozinho, na imensidão indiferente do Universo, do qual ele emergiu por acaso. Seu dever não está escrito em lugar algum, nem tampouco seu destino. Cabe a ele escolher entre a luz e as trevas.”
As contribuições de Monod para a biologia molecular são muitas e de peso. Ele se dedicou à genética dos micro-organismos e provou a existência de uma molécula que serve de ligação entre o genoma (DNA) e as proteínas : o RNA mensageiro. Laureado conjuntamente com François Jacob, Jacques Monod demonstrou a noção de operão nas bactérias, como sendo a unidade genética composta de vários genes, cuja expressão é regulada pelo mesmo promotor, este último conceito também forjado pelos dois cientistas. O Nobel que receberam deveu-se ao fato de ambos terem evidenciado que o DNA é o ponto de partida das reações bioquímicas que, por meio do RNA, produzem as proteínas necessárias à vida das células. Para Monod, o DNA tem o papel primordial de um centro de comando, no metabolismo celular. Foi Monod o responsável, com François Jacob, pela popularização da ideia de um programa genético comandar a vida e o desenvolvimento dos seres vivos.